# Kirill Florenski
Kirill Pavlovich Florenski (Sergiev Posad, 27 de dezembro de 1915 – Moscou,  9 de abril de 1982) foi um geólogo e astrônomo soviético russo. Foi o chefe de Planetologia Comparativa no Instituto Vernadsky da Academia de Ciências da União Soviética.
A cratera Florensky na Lua recebeu seu nome.